# Maurice Obréjan
Maurice Obréjan, né le 28 novembre 1924 dans le 12e arrondissement de Paris et mort le 24 juin 2017 dans le 7e arrondissement de Paris. Résistant pendant la guerre, il est déporté à Auschwitz où toute sa famille périra. Après guerre, il devient directeur commercial et parrain de l'élection du Bébé Cadum.

## Biographie
Maurice Obréjan, naît le 28 novembre 1924 dans le 12e arrondissement de Paris d'un père roumain et d'une mère polonaise. 

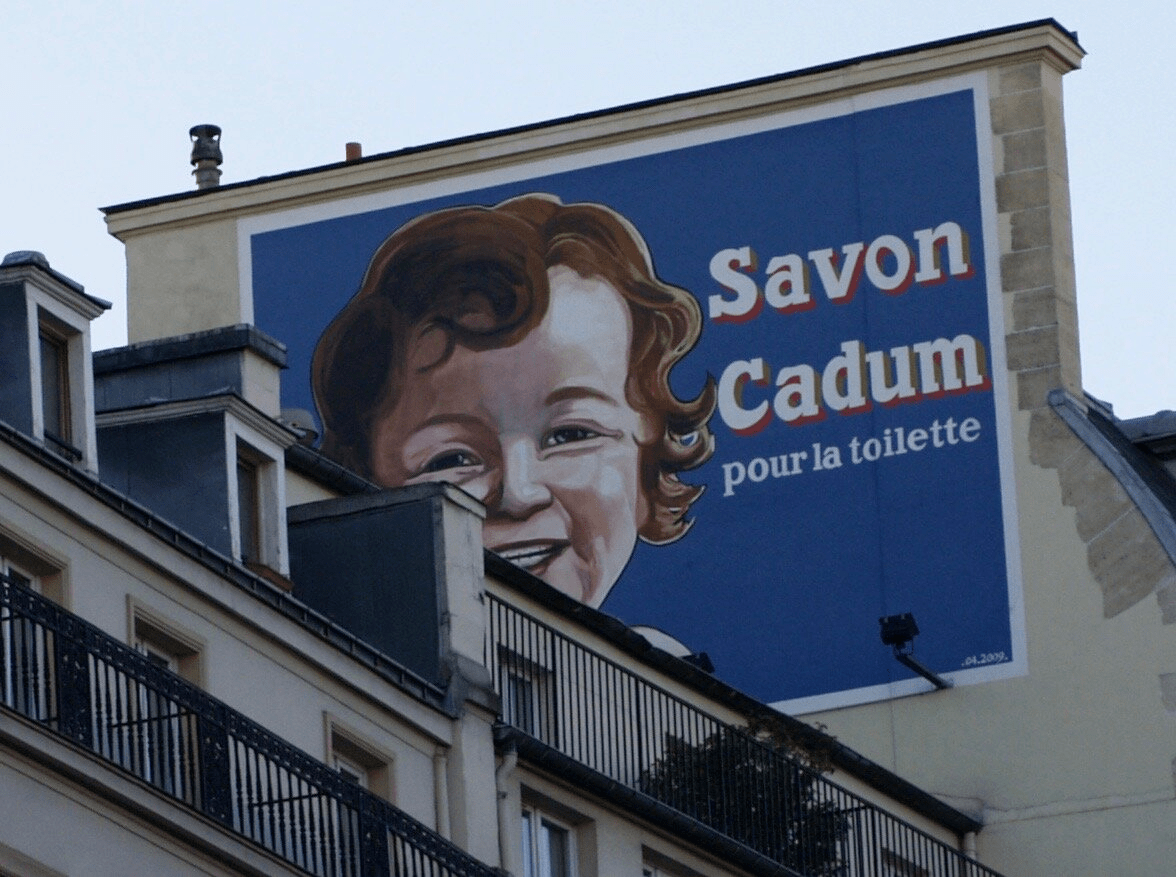
Ancienne publicité murale du Savon Cadum sur le boulevard Montmartre à Paris, réprésentant Maurice Obréjan, premier « Bébé Cadum » en 1925.

Il est, en 1925, le premier « Bébé Cadum », gagnant de l'élection du plus beau bébé de France organisée chaque année par une marque de cosmétique.
Ce juif français issu d'un milieu pauvre est déchu de sa nationalité pendant la Seconde Guerre mondiale. Il devient résistant à 17 ans et est arrêté en 1942.
Sa dernière adresse est celle de sa famille au 61, boulevard de Strasbourg, à Nogent-sur-Marne (Seine)
Il est déporté dans le convoi no 32, en date du 14 septembre 1942 de Drancy vers Auschwitz avec toute sa famille, il en est le seul rescapé. Les autres membres de sa famille déportés par le convoi no 32 sont : sa mère Golda Obréjan née Feldon (38 ans) le 8 février 1904 à Radogoszy, son frère Albert Obréjan (14 ans) né le 13 décembre 1927 dans le 4e arrondissement de Paris, son frère Jacques Obréjan (12 ans) né le 12 avril 1930 dans le 12e arrondissement de Paris, sa sœur Jeanne Obréjan (7 ans) née le 16 juin 1935 à Paris.
Le père de Maurice Obréjan, Srul Obréjan (44 ans), est né le 23 février 1898 à Ploiești, en Roumanie. Il est déporté par le convoi no 40, en date du 4 novembre 1942, de Drancy vers Auschwitz. Parti du 61 boulevard de Strasbourg, à Nogent-sur-Marne, il est arrêté à Aunay (Nièvre).
Maurice Obréjan sera après guerre décoré plusieurs fois pour des actes de résistance. Il devient ensuite directeur commercial,.
Il meurt le 24 juin 2017 dans le 7e arrondissement de Paris,.
Il est inhumé au cimetière du Père-Lachaise (88e division) à Paris.

## Ouvrage
- Un homme trois fois Français (préf. Charles Berenholc), Éditions du Petit Pavé, 2005, 294 p. (ISBN 9782847120714)[7],[8]